# Pseudotapnia curticornis
Pseudotapnia curticornis är en skalbaggsart som beskrevs av Chemsak och Linsley 1978. Pseudotapnia curticornis ingår i släktet Pseudotapnia och familjen långhorningar.
Artens utbredningsområde är Panama. Inga underarter finns listade i Catalogue of Life.